# Каратерек (Костанайская область)
Каратерек — упразднённое село в Узункольском районе Костанайской области Казахстана. Ликвидировано в 2009 г. Входило в состав Ряжского сельского округа.
В 5 км южнее находится озеро Тран.

## Население
В 1999 году население села составляло 259 человек (133 мужчины и 126 женщин). По данным переписи 2009 года, в селе проживал 1 мужчина.